# Miškovići (Pag)
Miškovići (2001-ig Miškovci) falu Horvátországban Zára megyében. Közigazgatásilag Paghoz tartozik.

## Fekvése
Pagtól 18 km-re délkeletre, a sziget délkeleti végében, a Pagot Zárával összekötő 106-os számú út mentén, a Dinjiškai-öböl partján fekszik. Ha Zára felől érkezünk a szigetre Miškovići a Pagi híd utáni első település.

## Története
Nevét egykori lakóiról a Mišković családról kapta. Lakosságát csak 1953-tól számlálják önállóan, 1991-ig hivatalosan a szomszédos Dinjiška településrésze volt. 2011-ben 59 lakosa volt.

## Lakosság

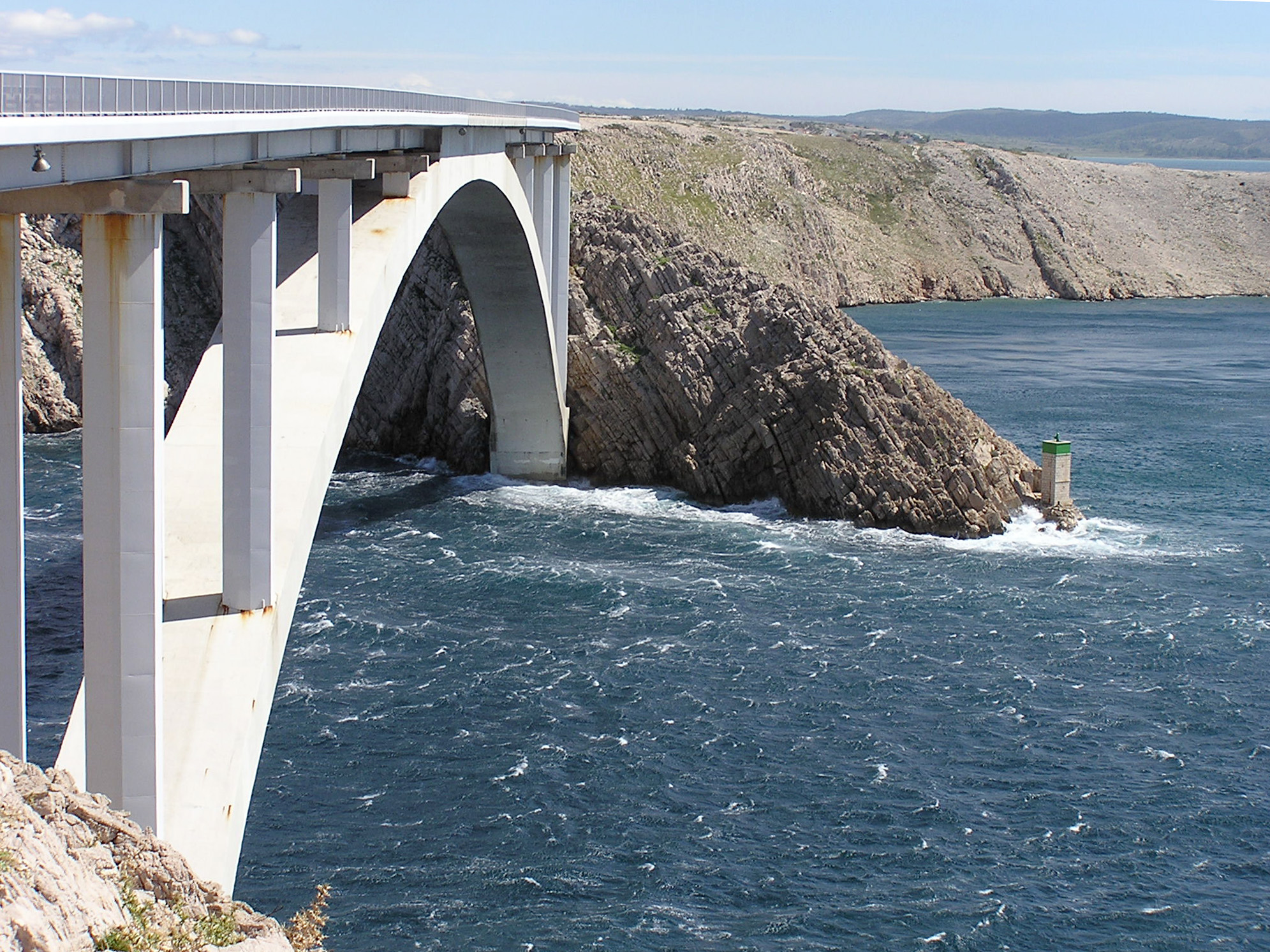
A Pagi-híd

| Lakosság változása | Lakosság változása | Lakosság változása | Lakosság változása | Lakosság változása | Lakosság változása | Lakosság változása | Lakosság változása | Lakosság változása | Lakosság változása | Lakosság változása | Lakosság változása | Lakosság változása | Lakosság változása | Lakosság változása | Lakosság változása |
| ------------------ | ------------------ | ------------------ | ------------------ | ------------------ | ------------------ | ------------------ | ------------------ | ------------------ | ------------------ | ------------------ | ------------------ | ------------------ | ------------------ | ------------------ | ------------------ |
| 1857               | 1869               | 1880               | 1890               | 1900               | 1910               | 1921               | 1931               | 1948               | 1953               | 1961               | 1971               | 1981               | 1991               | 2001               | 2011               |
| 0                  | 0                  | 0                  | 0                  | 0                  | 0                  | 0                  | 0                  | 0                  | 82                 | 76                 | 62                 | 77                 | 53                 | 61                 | 59                 |

## Nevezetességei
- A Pagi hídról a sziget felé haladva bal kéz felől egy a tengerbe nyúló földnyelven egykori nagyméretű vár, a "Fortica"[5] romjai látszanak. Egykor innen ellenőrizték a Pag-sziget és a szárazföld közötti hajóforgalmat. A legenda szerint a pagiak a Forticáról látták a tatárok elől menekülő IV. Béla királyt és menedéket nyújtottak számára a szigetükön. A várat szokatlan, szinte holdbéli táj övezi hegyes, teljesen csupasz sziklákkal. Különösen szép látvány nyílik innen a Pagi-hídra és a híd környékére, a sziget és a szárazföld közötti tengerszorosra a Ljubačka vratára.
- A Pagi híd (Paški most) egy vasbeton ívhíd amely a Ljubački vratán át ívelve köti össze Pag szigetét a kontinenssel. Rajta halad át a 8-as főútról Posedarjénál leágazó, a szigeten át a žigljeni kompkikötőig menő 106-os főút. A hidat 1968. november 17-én adták át a forgalomnak. Hosszúsága 301 méter, szélessége 9 méter, az ív hosszúsága 193 méter. A hidat a "Mostogradnja" Építő Vállalat építette Ilije Stojadinović tervei szerint. A honvédő háború idején a híd volt az egyetlen összeköttetés Dalmácia és az ország szárazföldi része között, melyen sok menekült és száműzött kelt át. Rajta keresztül érkezett fegyver, élelem és katona a sziget védelmére, ezért a JNA légiereje többször is támadta. Ennek következtében súlyos sérülések érték, de közvetlenül a háború után teljesen felújították.